# Breite Straße 76 (Wernigerode)

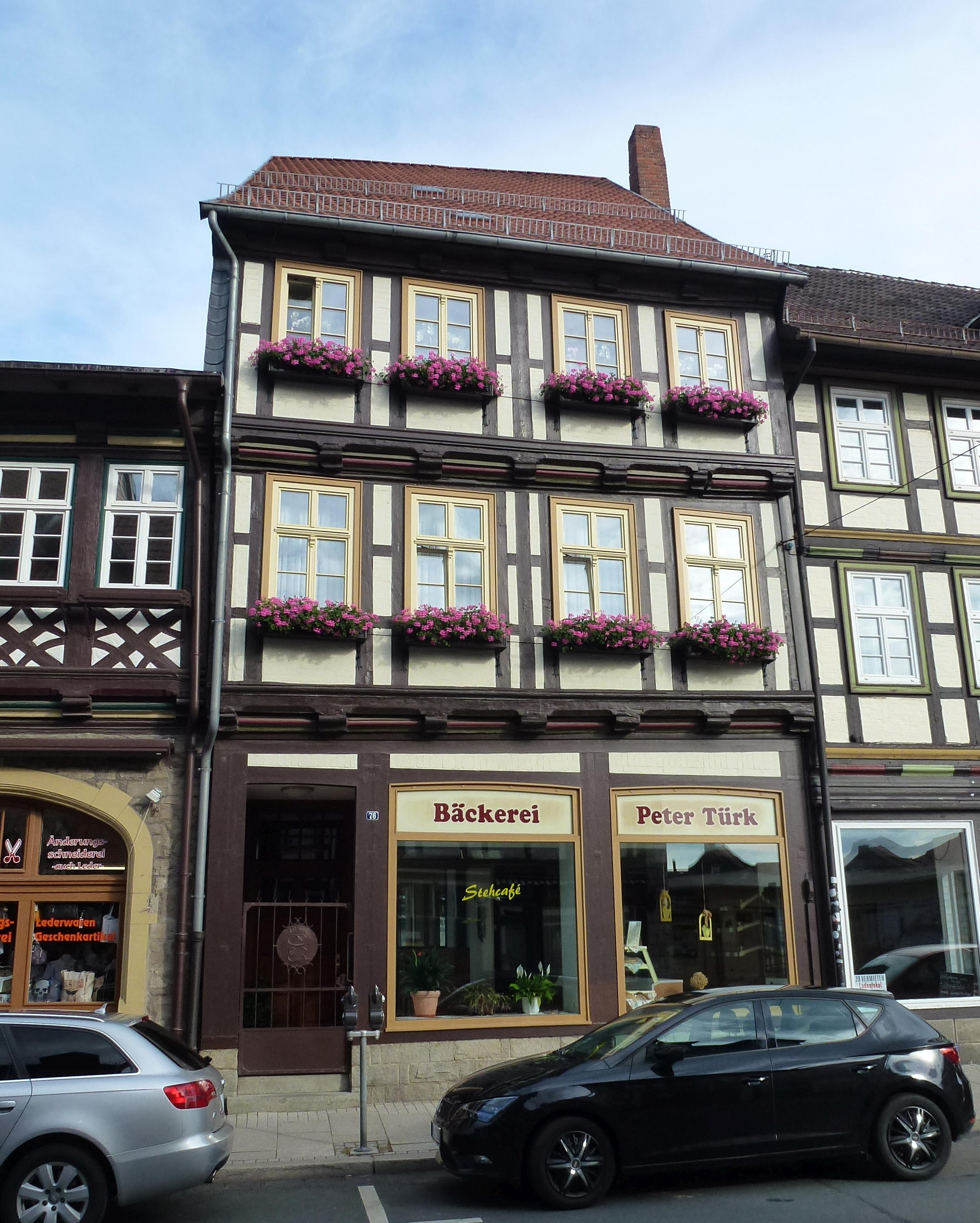
Wohn- und Geschäftshaus Breite Straße 76 in Wernigerode

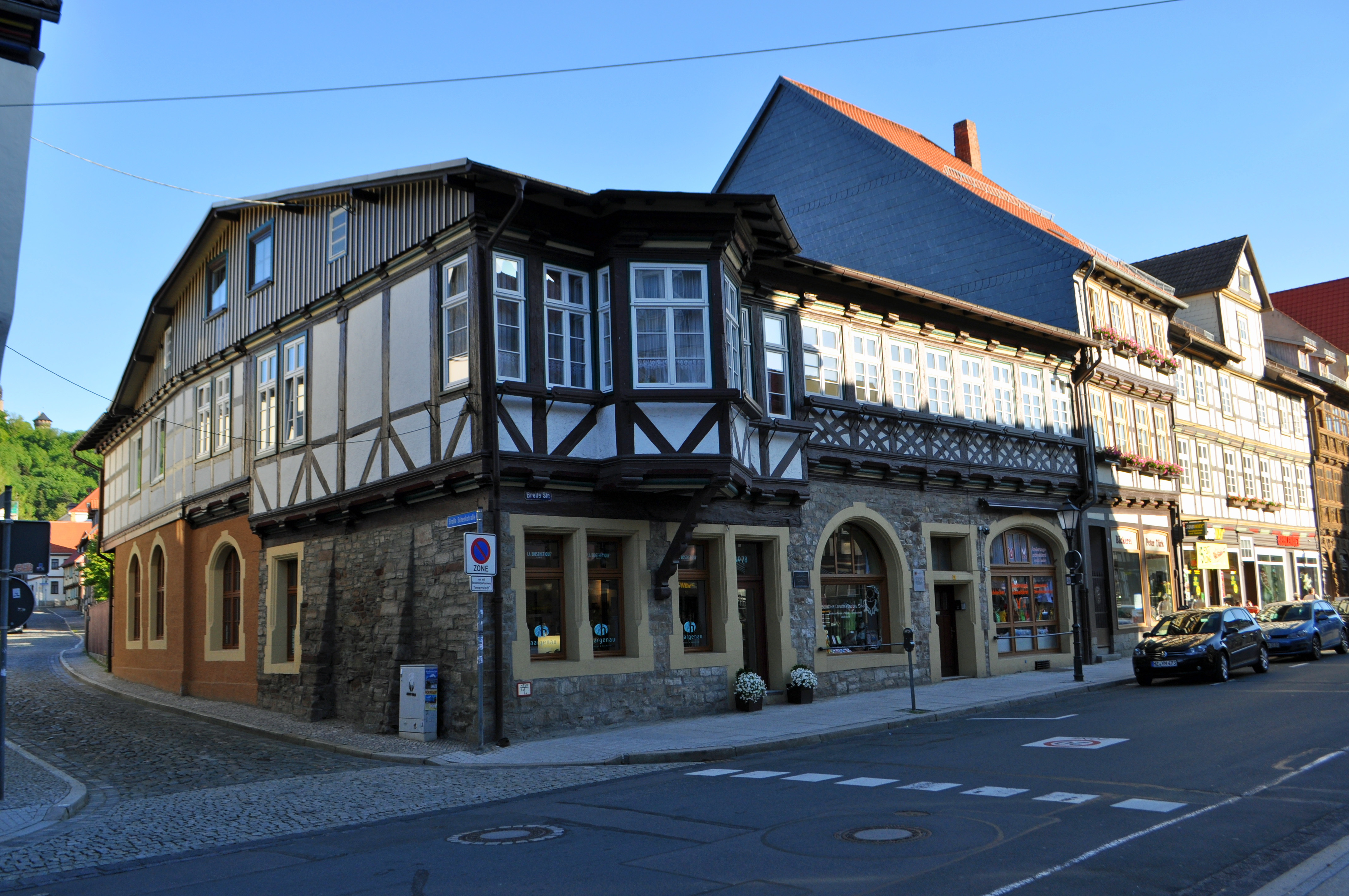
Seitenansicht mit dem teilzerstörten Haus Breite Straße 78 im Vordergrund

Das Haus Breite Straße 76 ist ein denkmalgeschütztes Haus in der Stadt Wernigerode im Landkreis Harz in Sachsen-Anhalt. Es handelt sich um ein Wohn- und Geschäftshaus.

## Architektur und Geschichte
Das Gebäude befindet sich in der historischen Neustadt von Wernigerode auf der Südseite der Breiten Straße, einer der Hauptgeschäftsstraßen der Stadt. Es ist dreigeschossig. Das Dach wurde nicht ausgebaut.
Das zur Straßenseite gelegene Hauptgebäude wurde mit funktionellem, einfachem Fachwerk mit verzierten Querbalken errichtet. Das erste und das zweite Obergeschoss sind jeweils symmetrisch gestaltet.
Beim Bombenangriff auf Wernigerode im Februar 1944 wurde das östlich angrenzende Nachbargebäude schwer getroffen und zum Teil zerstört, das Haus Breite Straße 76 blieb hingegen weitgehend verschont.
In der unteren Etage des Gebäudes Breite Straße 76 befinden sich seit dem 19. Jahrhundert ein Ladengeschäft mit, durch ein eisernes Tor verschließbarem Eingangsbereich und zwei großen, zur Straße zeigenden Schaufenstern, das gegenwärtig durch eine private Bäckerei aus Hasserode genutzt wird. In den beiden oberen Etagen befinden sich hingegen Ferienwohnungen.
Früher trug das Gebäude die Ortslistennummer 389. Es handelte sich ursprünglich um ein Wohnhaus mit Hofraum, Waschhaus und Stall. Hauseigentümer war in den Jahren 1895/1896 der Konditor Karl Renke und 1905 dessen Sohn Otto Renke junior.
Im Denkmalverzeichnis der Stadt Wernigerode ist das Haus Breite Straße 76 als Baudenkmal unter der Erfassungsnummer 094 03269 verzeichnet.